# Mare Ingenii

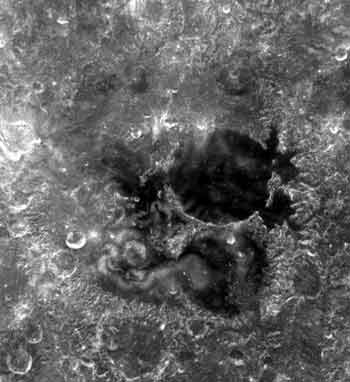
Mare Ingenii

De Mare Ingenii (Latijn: zee van het vernuft) is een mare op de Maan. De Mare Ingenii is een van de weinige maria die zich op de vanaf Aarde onzichtbare kant van de Maan bevinden en is 318 kilometer in diameter.
De mare bevindt zich in het gelijknamige inslagbekken, dat gevormd werd in het tijdperk Prenectarium. Het vloedbasalt dat de mare en de inslagkraters in de omgeving opvulde komt uit het latere tijdperk Laat Imbrium. Bijna de helft van de mare ligt in de donkere krater Thomson, die 112 kilometer in diameter is. De lavastromen zijn op verschillende plekken over de rand van de krater gestroomd.
Op de zuidelijke helft van Mare Ingenii komt een uitgebreid systeem van wervelachtige strukturen met een hoog albedo voor. Deze wervelingen zijn van dezelfde aard als de formatie Reiner γ (Reiner Gamma) in Oceanus Procellarum op de naar de aarde toegekeerde kant van de maan.
Ten zuiden van de Mare Ingenii ligt de krater Obruchev.